# 莫纳莱
莫纳莱（義大利語：Monale），是意大利阿斯蒂省的一个市镇。总面积9.11平方公里，人口1043人，人口密度114.5人/平方公里（2009年）。ISTAT代码为005067。

## 友好城市
- 法國埃罗河畔卡祖勒 2010年